# Steve Letsike
Mmapaseka "Steve" Letsike (Gauteng,?) es una activista de derechos humanos sudafricana. Es conocida por su activismo contra el SIDA a través del Consejo Nacional Sudafricano contra el SIDA. Letsike es además una de las lesbianas con más poder dentro del Congreso Nacional Africano. También ha hecho campaña por los derechos LGBT en Sudáfrica.

## Vida personal
Letsike nació y creció en Atteridgeville, en la provincia de Gauteng. Sus padres murieron cuando ella era joven y fue criada por sus abuelos. 
En 2018, se casó con su pareja de muchos años, Lucy Thukwane. Tiene una hija.

## Activismo

### Activismo contra el VIH/SIDA
Letsike fue vicepresidenta del South African National AIDS Council (SANAC) (Consejo Nacional Sudafricano sobre el SIDA) y presidenta de su Foro de Sociedad Nacional, implementando políticas a nivel local y de base. Durante varios años, Letsike fue diputada de Cyril Ramaphosa, quien en 2020 asumió la presidencia de Sudáfrica.  A través de su papel en SANAC, Letsike pidió un mayor apoyo psicosocial, además de programas antirretrovirales, para las personas diagnosticadas con VIH/SIDA.
En 2015, fue la representante de Sudáfrica en el lanzamiento de la Asociación DREAMS, cuyo objetivo es garantizar un futuro libre de SIDA para las mujeres en el África subsahariana.
En 2021, fue nombrada por  Ramaphosa para el Panel del Presidente del Tribunal Supremo, creado para entrevistar a los candidatos y decidir quién reemplazaría a Mogoeng Mogoeng al terminar su mandato como Presidente del Tribunal Supremo de Sudáfrica.

### Activismo LGBT
Cuando era adolescente, desafió con éxito la política de uniformes de su escuela secundaria, que prohibía a las niñas usar pantalones. También fundó un equipo de fútbol femenino.   Ya adulta, trabajó para varias organizaciones, incluido el Anova Health Institute, que brindaba servicios de salud sexual a hombres que tenían relaciones sexuales con hombres en Gauteng, Mpamalanga, Noroeste, Limpopo y Cabo Occidental.
Fundó Access Chapter 2 (AC2), una organización no gubernamental que creó conciencia sobre los problemas interseccionales que enfrentan las comunidades marginadas de Sudáfrica, incluidos negros, mujeres, niños y comunidad LGBT. AC2 recibe ese nombre por la Declaración de Derechos de Sudáfrica.
Tras los asesinatos de varias lesbianas realizados en 2011, entre ellas la activista Noxolo Nogwaza, el gobierno de Sudáfrica estableció un Equipo de Trabajo Nacional encargado de investigar el aumento de los crímenes de odio homofóbico en el país. Letsike fue nombrada copresidenta.  En 2014, escribió una carta abierta a los líderes africanos tras la aprobación de la Ley contra la Homosexualidad por parte del gobierno de Uganda.
En 2021, fue nombrada presidenta de la Commonwealth Equality Network, una organización que representa a las organizaciones de la sociedad civil que trabajan por los derechos LGBT en todo la Commonwealth. 
En 2023, se creía que Letsike sería elegida miembro del Comité Ejecutivo Nacional del Congreso Nacional Africano al no conseguir una nominación para ninguno de los 87 escaños disponibles, el Embrace Diversity Political Movement (Movimiento Político Abrazar la Diversidad) del partido criticó su exclusión y el hecho de no elegir a ninguna persona LGBT para el Comité Ejecutivo Nacional. En enero de 2024, el secretario general del Comité Ejecutivo Nacional, Fikile Mbalula, nombró a Letsike como una de las cuatro personas designadas para aportar una "representación más equilibrada" al órgano de toma de decisiones del Congreso Nacional Africano. De este modo, se convirtió en la segunda persona abiertamente homosexual en ocupar un puesto en el Comité Ejecutivo Nacional, después de Lynne Brown.